# 圖多爾·拉蒂烏
圖多爾·拉蒂烏（Tudor Stefan Raşiu，1950年3月18日—），生於蒂米什瓦拉，是一位罗马尼亚裔数学家，主要研究領域是几何力学以及动力系统理论。

## 生平
他的父亲是一名工程师，也是罗马尼亚政治人物Ion Rațiu的弟弟，而他的母亲Rodica Bucur是蒂米什瓦拉音乐学院的钢琴教授。 1973年，圖多爾·拉蒂烏獲得蒂米什瓦拉大学理學學士学位，1974年获得硕士学位。
圖多爾·拉蒂烏後來移居美国並於1980年獲得加利福尼亞大學柏克萊分校博士学位 。 
1980年至1983年期間，圖多爾·拉蒂烏擔任密西根大学研究助理教授，之后他成为亚利桑那大学数学系副教授。1987年，他加入加利福尼亞大學聖塔克魯茲分校，同年首次來到中國，並在北京大学短暫展開研究活動。1988年成为加利福尼亞大學聖塔克魯茲分校的数学系教授。
1998年至2015年期間，圖多爾·拉蒂烏擔任洛桑联邦理工学院教授。 2014-15 年，他擔任俄罗斯斯科尔科沃科学技术学院的数学系教授。 2016年起擔任上海交通大学教授並且兼任上海交通大学数学科学学院国际化示范学院副院长。 

## 榮譽和其他
1980年，圖多爾·拉蒂烏获得斯隆奖， 并于2012年成为美國數學學會的会员。2018年獲得上海市白玉兰纪念奖，同年4月2日，圖多爾·拉蒂烏獲頒上海外籍人才永久居留身份证。 2019年當選欧洲科学院院士。2021年獲得2020年度的中国政府友谊奖。